# Violeta Tomič
Violeta Tomič (Sarajevo, 22 gennaio 1963) è un'attrice e politica slovena.

## Biografia
Nacque a Sarajevo nel 1963, a sette anni si trasferì con la madre in Slovenia e crebbe a Metlika. Conclusi gli studi al ginnasio di Črnomelj, nel 1985 si diplomò all'AGRFT di Lubiana con il professor France Jamnik nel ruolo di Jacinta nel dramma di Ivan Cankar Pohujšanje v dolini šentflorjanski, per la regia di Barbara Hieng, per il quale ricevette il premio studentesco Severjeva nagrada nella stagione 1985/86.
Successivamente collaborò con il regista Dragan Živadinov nella compagnia del teatro Gledališče sester Scipion Nasice. Dall'anno  1987 fino al 2001 lavorò stabilmente presso il teatro Mestno gledališče ljubljansko. Tra gli anni 2003 e 2006 lavorò per la televisione slovena, come conduttrice del quiz Najšibkejši člen. Nel 2004 fondò una propria compagnia teatrale (Avtonomno Gledališče Lili Irt). Interpretò poi il ruolo di Salveta Ciganka nella seconda parte della commedia satirica di successo Kursadžije sulla rete televisiva RTV Pink. Recitò anche nella popolare serie slovena per la televisione Ena žlahtna štorija.
Ha recitato anche in Italia, presso il Teatro Stabile Sloveno di Trieste nel 2009, nel 2012 e nel 2017 e al Komigo-Festival teatro comico trilingue di Gorizia nel 2018. Ha recitato anche presso i teatri della Comunità Nazionale Italiana dell'Istria .

## Filmografia
Nobeno sonce (1984)
Kormoran (1986)
Kavarna Astoria (1989)
Veter v mrezi (1989)
Srčna dama (1991)
Primer Feliks Langus ali Kako ujeti svobodo (1991)
Ekspres, Ekspres (1995)
Socializacija bika? (1998) - voce
Lilly's Story (Grecia, 2002)
Cefurji raus! (Slovenia, 2013)

## Carriera politica
Nel 2001 si iscrisse al Partito Democratico del Lavoro, di cui divenne vicepresidente nel 2003.  
Nel 2014 venne eletta al Parlamento della Slovenia, nella lista della Združena levica (Sinistra Unita); nello stesso anno fu candidata al parlamento europeo . nel 2018 venne rieletta con il partito politico Levica  e nominata presidente della commissione cultura. Nello stesso anno presso il Consiglio d'Europa diviene garante dei diritti LBGTI . Presiede l'esecutivo del partito Levica . È vicepresidente della Commissione per i rapporti con gli sloveni nel mondo della Repubblica di Slovenia. Nel 2015 fu tra i contestatori del filo spinato di demarcazione tra la Slovenia e la Croazia.
Per le elezioni europee del 2019, viene indicata dal gruppo della Sinistra Unitaria Europea/Sinistra Verde Nordica tra i probabili candidati alla presidenza della Commissione europea.